# Ataenius deserti
Ataenius deserti är en skalbaggsart som beskrevs av Blackburn 1894. Ataenius deserti ingår i släktet Ataenius och familjen Aphodiidae. Inga underarter finns listade.